# Meriones chengi
Meriones chengi (Меріонес Ченга) — вид родини мишеві (Muridae).

## Поширення
Країни поширення: Китай (Сіньцзян). Живе звичайно на висотах вище 1000 м над рівнем моря. Цей вид зустрічається в напівпустельних або сухих луках і гірських районах.

## Звички
Створює кілька нір, як правило, біля основи кущів. 

## Загрози та охорона
Навряд чи є значні загрози. Не відомо, чи цей вид зустрічається в будь-якій з охоронних територій.